# Alfred Mutz
Alfred Mutz (* 15. Juni 1903 in Basel; † 26. August 1990 ebenda) war ein Schweizer Mechaniker, Gewerbelehrer und Historiker.

## Leben
Alfred Mutz war das neunte Kind von Paul Mutz und Martha Mutz (geb. Misteli). Nach der Schulzeit war er von 1918 bis 1922 bei der Firma Haas in einer Mechanikerlehre und verfasste später für den Christlichen Metallarbeiterverband verschiedene Beiträge zu Technik (unter anderem auch aus der Geschichte der Technik).
Als Lehrer an der Basler Gewerbeschule (ab 1934) brachte Mutz angehenden Mechanikern die Grundlagen bei. Während des Zweiten Weltkriegs lernte er den späteren Archäologen und Professor der Universität Basel, Rudolf Laur-Belart kennen. Für Laur-Belart bildete er das eiserne Fenstergitter einer bei Hölstein ausgegrabenen römischen Villa nach und verfasste für die Ur-Schweiz einen Aufsatz darüber. Neben der Nachbildung des Fenstergitters, fertigte er weitere "antike" Objekte an, unter anderem für die Ausstattung des Römerhauses in Augst eine römische Schnellwaage.
Nach seiner Pensionierung 1967 studierte er mit einem Archäologiestudenten an verschiedenen römischen Stücken in verschiedenen Museen und Institute in ganz Italien die antike Technik. Wieder zurück aus Italien, gelang es Mutz die nötigen finanziellen Mittel zu erhalten, um sein erstes grosses Werk Die Kunst des Metalldrehens bei den Römern 1972 zu veröffentlichen. Dank seinem Forschungsdrang und zahlreichen Veröffentlichungen zur Geschichte der antiken Metallkunst erhielt Alfred Mutz am 24. November 1972 an der Basler Universität den Ehrendoktortitel.
Vier Jahre später (1976) gründete er die Alfred Mutz-Stiftung, mit dem Ziel zum einen sein gesammeltes Material zu sichern und zum anderen jedem seine umfangreiche Fachbibliothek für antike Technologie und Technikgeschichte zugänglich zu machen. Nach seinem Tode 1990 wurde seinem Wunsche entsprechend seine Fachbibliothek der Universitätsbibliothek Basel angeschlossen und der Öffentlichkeit zugänglich gemacht.

## Veröffentlichungen (Auswahl)
- Ein römisches Fenstergitter am Holstein. In: Ur-Schweiz 1954, 1, S. 15–18.
- Eine römische Schnellwaage. In: Ur-Schweiz 20, 1956, 32–37.
- Eine selten große römische Glocke aus Augst. In: Ur-Schweiz 21, 1957, S. 48–52.
- Römische Wasserhähnen. In: Ur-Schweiz 22, 1958, S. 24–31.
- Die Vase von Vix. Hauszeitung Metallwerke AG Dornach 8, 1959, S. 12–16.
- Die Kunst des Metalldrehens bei den Römern. Interpretationen antiker Arbeitsverfahren auf Grund von Werkspuren. Basel und Stuttgart 1972.
- Wir Arbeiten mit Metall – 25 Beschreibungen metallverarbeitender Berufe, München 1978.
- Skizzen aus der Jugend eines Achtzigjährigen. Basel 1983.
- Der "Gewichtstein" siliqua. In: Jahresberichte aus Augst und Kaiseraugst, 5 (1985), S. 223–225.
- Ein gedrehter Sandsteintisch aus Augst. In: Jahresberichte aus Augst und Kaiseraugst, 6 (1986), S. 171–181.
- Ein römisches Schraubenfragment aus Augst. In: Jahresberichte aus Augst und Kaiseraugst, 6 (1986), S. 183–185.
- Was war es? : zu einem Eisenobjekt von Chur GR, Markthallenplatz In: Jahrbuch der Schweizerischen Gesellschaft für Ur- und Frühgeschichte = Annuaire de la Société Suisse de Préhistoire et d'Archéologie = Annuario della Società Svizzera di Preistoria e d'Archeologia, 70 (1987), S. 199–200.
- Das Laufrad in der St. Leonhardskirche. In: Basler Zeitschrift für Geschichte und Altertumskunde, 1989, S. 145–163.